# Mitterteich
Mitterteich est une ville de Bavière (Allemagne), située dans l'arrondissement de Tirschenreuth, dans le district du Haut-Palatinat.

## Économie
- Brasserie Privatbrauerei Hösl.